# 国府台 (市川市)
国府台（こうのだい）は、千葉県市川市の町丁であり、旧葛飾郡のち東葛飾郡国府台村、旧東葛飾郡市川町大字国府台、旧市川市大字国府台、旧市川市国府台町に概ね相当する。現行行政地名は国府台一丁目から国府台六丁目。郵便番号は272-0827。古くは「鴻之台」とも書かれ、下総国府が置かれた。

## 地理

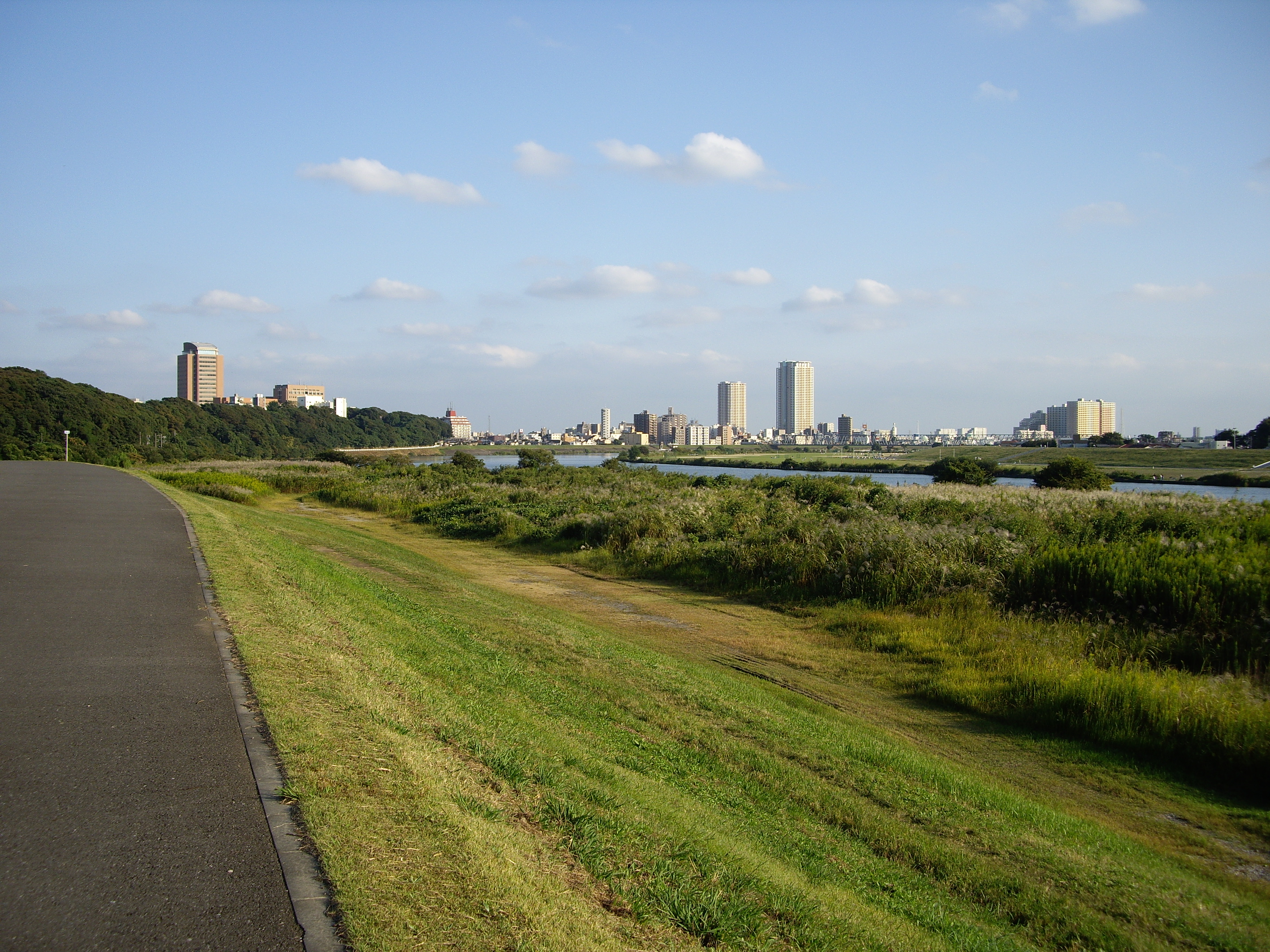
江戸川（国府台四丁目）

市川市北部に位置し、江戸川に沿った下総台地の高台を中心とした地域である。かつては下総国の国府がおかれ、中世にも国府台城が置かれるなど、歴史のある地域となっている。また、明治以降は大日本帝国陸軍の施設が置かれ、戦後は学校が数多く立地するなど学園都市の様相を呈している。
地域の西端を江戸川が流れ、国府台三丁目地内で坂川が合流している。地域の中央を千葉県道1号市川松戸線（松戸街道）が通る。また、昭和期の町丁整理以前の大字国府台（旧国府台村）は現在の国府台二・三丁目の大部分と国府台四丁目のみであり、国府台一丁目と国府台五丁目は大部分は旧大字国分（旧国分村）、四丁目の大部分は旧大字市川（旧市川村）である。
国府台一丁目に国府台公園、市川市民体育館、国立国府台医療センター、千葉商科大学、国府台二丁目に市立第一中学校、県立国府台高等学校、筑波大学附属聴覚特別支援学校、東京医科歯科大学国府台キャンパス、和洋女子大学、国府台三丁目に里見公園、国府台五丁目に市立国府台小学校、国府台六丁目に国際医療福祉大学市川病院、式場病院がある。
東は中国分・国分、西は江戸川を挟んで東京都江戸川区北小岩、南は市川・真間、北は北国分・松戸市栗山・松戸市下矢切と接している。

### 河川
- 江戸川 - 地域の西端を流れる河川。市境・都県境にもなっており、対岸は東京都となっている。
- 坂川 - 地域の北西部を流れる河川。国府台三丁目において江戸川と合流している。

### 地価
住宅地の地価は、2014年（平成26年）1月1日に公表された公示地価によれば、国府台5-4-13の地点で15万6,000円/m2となっている。

## 歴史

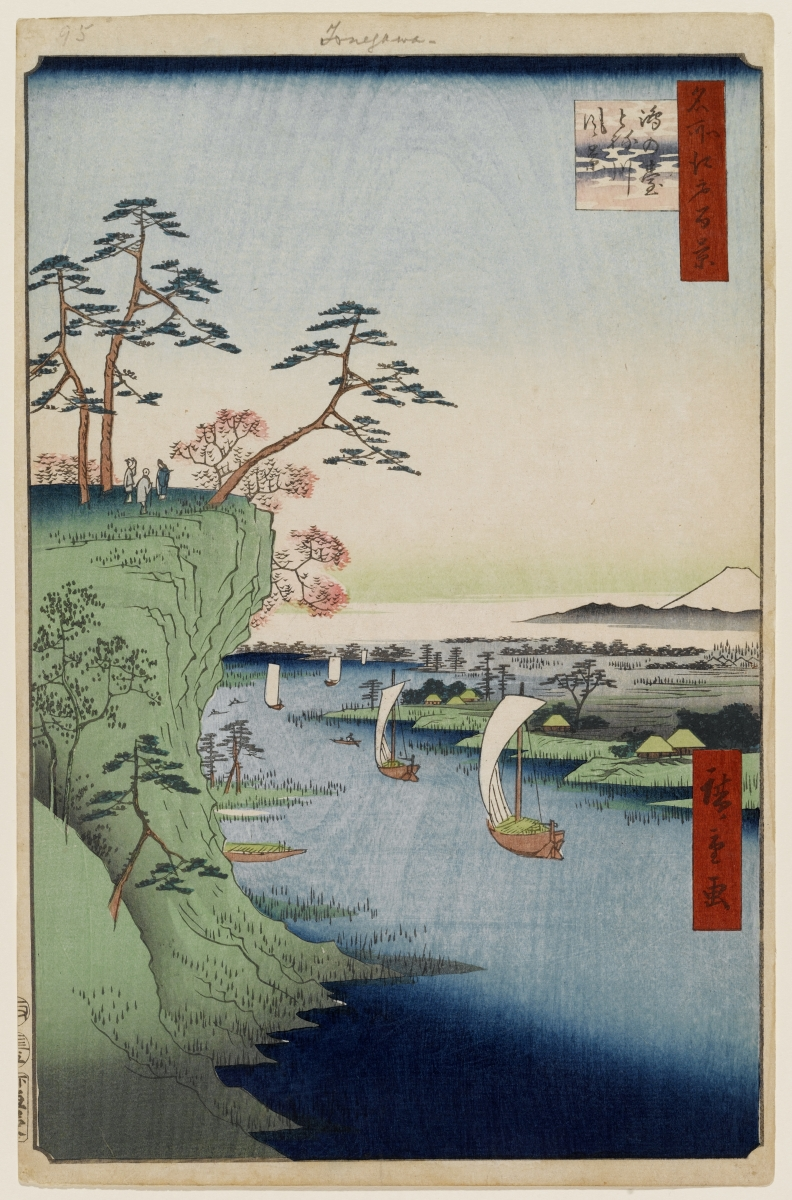
歌川広重は『名所江戸百景』の中で里見公園付近の風景を描いている。同百景に登場する中では最も江戸から遠い場所のひとつである。

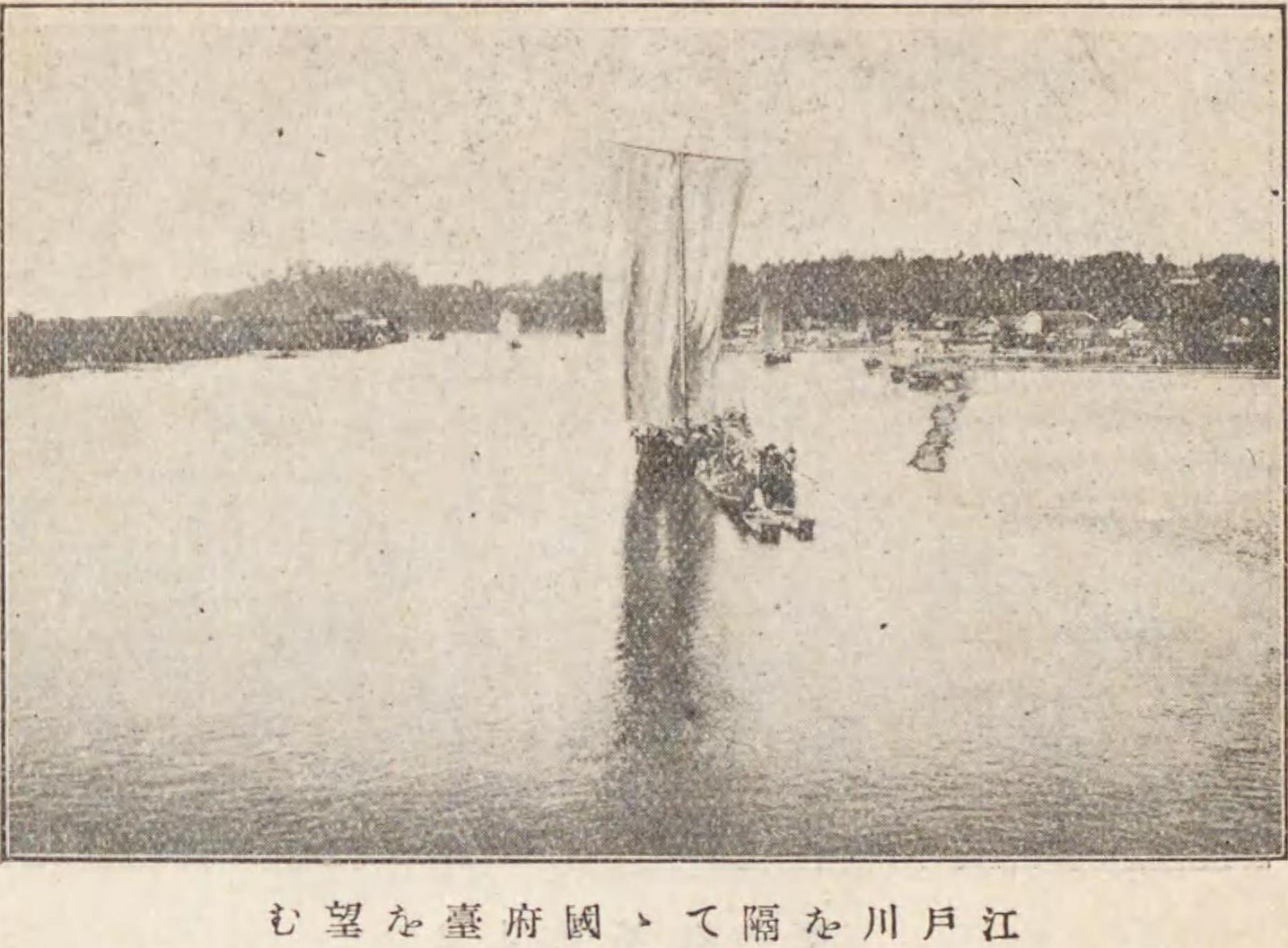
江戸川対岸より望む国府台（1925年（大正14年）頃）

この地に人が住みはじめた歴史は非常に古く、北部に旧石器時代の丸山遺跡がある（現在は宅地化）。また、弥生時代には、隣接する市川市真間地区にもまたがる大規模な環濠集落があったことがわかっている。さらに、古墳時代には、法皇塚古墳（東京医科歯科大学敷地内）、明戸古墳（里見公園内）の2基の前方後円墳など、国府台近辺に数十の古墳が築かれたと推定されている（国府台古墳群）。
国府の中心施設である国庁の正確な位置はわかっていないが、1995年からの和洋女子大学キャンパス内の発掘調査等では国衙の周囲の溝と推測される跡が発見された。この発見により、国府台地区に国府があったことが考古学的にも確実視されるようになった。2023年に市川市教育委員会が調査を実施した結果、下総国の国衙跡に関連すると考えられる区画溝や掘立柱建物などが見つかり、区画溝からは土器が数点出土したようで、この調査で千葉商科大学の駐車場周辺は、より重要な施設が存在していたのではないかと推測されるようになった。その結果、地元研究者の間では「今の市営野球場の位置にあったのでは」と推測されるようになった。ところが、その頃、施設の改修や建て替え工事が相次いでおり、埋まったままの遺構が工事で破壊されかねないと、地元の市民団体が「調査体制の整備を」と市川市や千葉県に要望を続けているところである。
中世には上杉氏の重臣・太田道灌が仮陣を置き、弟の太田資忠らが国府台城を築いた。その後、千葉氏の支配下に置かれるが、戦国時代に同氏が衰退すると、里見氏・後北条氏などの介入が相次ぎ、2度にわたる国府台合戦の舞台となった。
幕末、江戸城を明け渡した大鳥圭介率いる旧幕府陸軍や、土方歳三らの新選組が一旦当地に集結した後、北関東・会津に向けて出発した（市川・船橋戦争を参照）。
明治時代には1874年（明治7年）、真の高等教育機関の建設を目指していた明治政府は、同地に「国府台大学校」という名称の学校を設置しようという計画が立てられ、用地も買収したが西南戦争による資金不足などもあって立ち消えになってしまった。1885年（明治18年）、東京に近接するこの地（大学校用地跡）に陸軍省が陸軍教導団を設置した。以降、終戦までの間国府台は「軍隊の町」として発展していった。1899年（明治32年）、教導団廃止後には引き続いて野砲兵第二旅団、1922年（大正11年）、同旅団に代わって野戦重砲兵第三旅団（野戦重砲兵第1連隊、野戦重砲兵第7連隊）をこの地に配備し、終戦まで置かれた。その他、騎砲兵大隊、高射砲連隊、独立工兵連隊などが置かれたことがある。また、1886年（明治19年）には陸軍教導団病院が設置されたが、同病院は、のちに国府台陸軍衛戍〈えいじゅ〉病院となり、さらに国府台陸軍病院となった。
第二次世界大戦後、陸軍が解体されると陸軍病院は厚生省へ移管され、国立国府台病院（現在の国立国際医療研究センター国府台病院）となる。その後は東京近郊の住宅地として急速に宅地化が進んだ。陸軍の跡地は現在、東京医科歯科大学や千葉商科大学、和洋女子大学、筑波大学附属聴覚特別支援学校、公立高校としては比較的有名な千葉県立国府台高等学校も設置されて「学園都市」として発展している。また、国府台城址は「里見公園」として整備されている。

### 沿革
- 弥生時代 - 環濠集落が形成される。
- 年月不明 - 当地に下総国府が置かれる。
- 1479年（文明11年） - 太田資忠らが当地に国府台城を築城。
- 1869年（明治2年） - 葛飾県葛飾郡国府台村となる。
- 1871年（明治4年） - 廃藩置県、県の統合により印旛県葛飾郡国府台村となる。
- 1873年（明治6年） - 県の統合、郡の分割により千葉県東葛飾郡国府台村となる。
- 1889年（明治22年） - 東葛飾郡市川村、真間村、市川新田、平田村と合併し、東葛飾郡市川町大字国府台となる。
- 1934年（昭和9年）11月3日 - 市制施行。市川市国府台となる。
- 1951年（昭和26年）12月1日 - 市内の大字を町に変更。それに伴い、国府台、市川、真間、国分の各一部より市川市国府台町一丁目 - 三丁目を新設する。
- 1966年（昭和41年）4月1日 - 住居表示施行。国府台町一丁目 - 三丁目、国分町の一部より市川市国府台一丁目 - 六丁目を新設。

### 地名の由来
その昔、景行天皇の子である日本武尊が東夷を征伐し、その帰路に市川に浅瀬を探していると、どこからともなく一羽の白鳥が浅瀬に降り立ち、丘にて翼を休めていた。それを見た日本武尊は大変喜び、これよりのちはこの丘を「鵠の台」と名付けたという。現在の漢字の用法である「国府台」は、律令制のもとで下総国の国府が設置されたことに由来する。

## 小字
ここでは、現在の国府台一丁目 - 六丁目に存在した小字を現在の町丁順に北から列挙する。
国府台一丁目
- 大字国分
  - 町山
  - 池端道（北部の一部を除く）
  - 元町（北部の一部を除く）
  - 宮ノ脇
  - 久保上（西部のみ）
- 大字市川
  - 国府台

- 大字真間
  - 論田
  - 本寺際（北西の一部のみ）
- 大字須和田
  - 府中

国府台二丁目
- 大字国府台
  - カケ上（北西部を除く）
  - 明戸（北西部を除く）

- 大字市川
  - 根本（北部の一部のみ）

国府台三丁目
- 大字国府台
  - カケ上（北西の一部のみ）
  - 西桜陣
  - 東桜陣
  - 川通

- 大字市川（飛地）
  - 谷津
  - 柳原

国府台四丁目
- 大字市川
  - 佐久間塚（南部の一部のみ）
  - 北三漢作
  - 南三漢作（北東の一部を除く）
  - 境松
  - 丸山

- 大字国府台
  - 谷津

国府台五丁目
- 大字市川
  - 佐久間塚（南部と北部の一部を除く）

- 大字国分
  - 新山（北西の一部）
  - 池ノ台（北西部を除く）
  - 乞食前
  - 池端道（北部の一部のみ）
  - 元町（北部の一部のみ）

国府台六丁目
- 大字国分
  - 新山（北部のみ）

- 大字市川
  - 佐久間塚（北部の一部のみ）

## 主な施設
国府台は、東京から近い散策地としてもよく知られており、里見公園、じゅんさい池緑地（市川市中国分）、江戸川堤、矢切の渡し（松戸市）等と結ぶと快適なウォーキングコースとなる。特に、江戸川に面した、真間へつらなる台地の斜面林は市川市民だけでなく、川の対岸の東京都民からも愛されている。また、国府台北部（国府台四丁目）には広範囲に雑木林が残されており、市民の働きかけにより市が保全に乗り出している（国府台緑地）。さらに、里見公園の下には、江戸川の堤防の改修によりできた旧坂川跡の湿地が残されており、保存が検討されている。
里見公園は、春の花見の名所、春秋の小学生や幼稚園児の遠足の場所等として親しまれている。園内には明戸古墳の石棺、弘法大師が開いたと伝えられる「羅漢の井」、国府台合戦の伝説を秘めた「夜泣き石」（公園に隣接する總寧寺から移設）、北原白秋の旧居「紫烟草舎」（江戸川区から移築）等が残されている。   
国府台二丁目の千葉県血清研究所跡地には、1904年（明治37年）以前の建設と推定される旧陸軍の赤レンガ造りの倉庫（国府台旧陸軍赤レンガ武器庫）が残っている。この建物は建築史において価値のあるものとされ、保存を求める市民運動が起こっている。2016年2月3日、この動きを踏まえて市川市長が県知事に「市民に開放できる施設として残してほしい。」と要望を出した。
さらに、精神病理学者式場隆三郎が創設した精神・神経科の病院で、バラ園があることで有名な式場病院がある（バラ園は現在一般公開していない）。同病院は、隆三郎の甥にあたり、1960年代を代表するレーシングドライバーとしても著名な式場壮吉の実家でもある。

### 公園・史跡
- 里見公園
- 国府台城
- 国府台公園

### 学校
国立

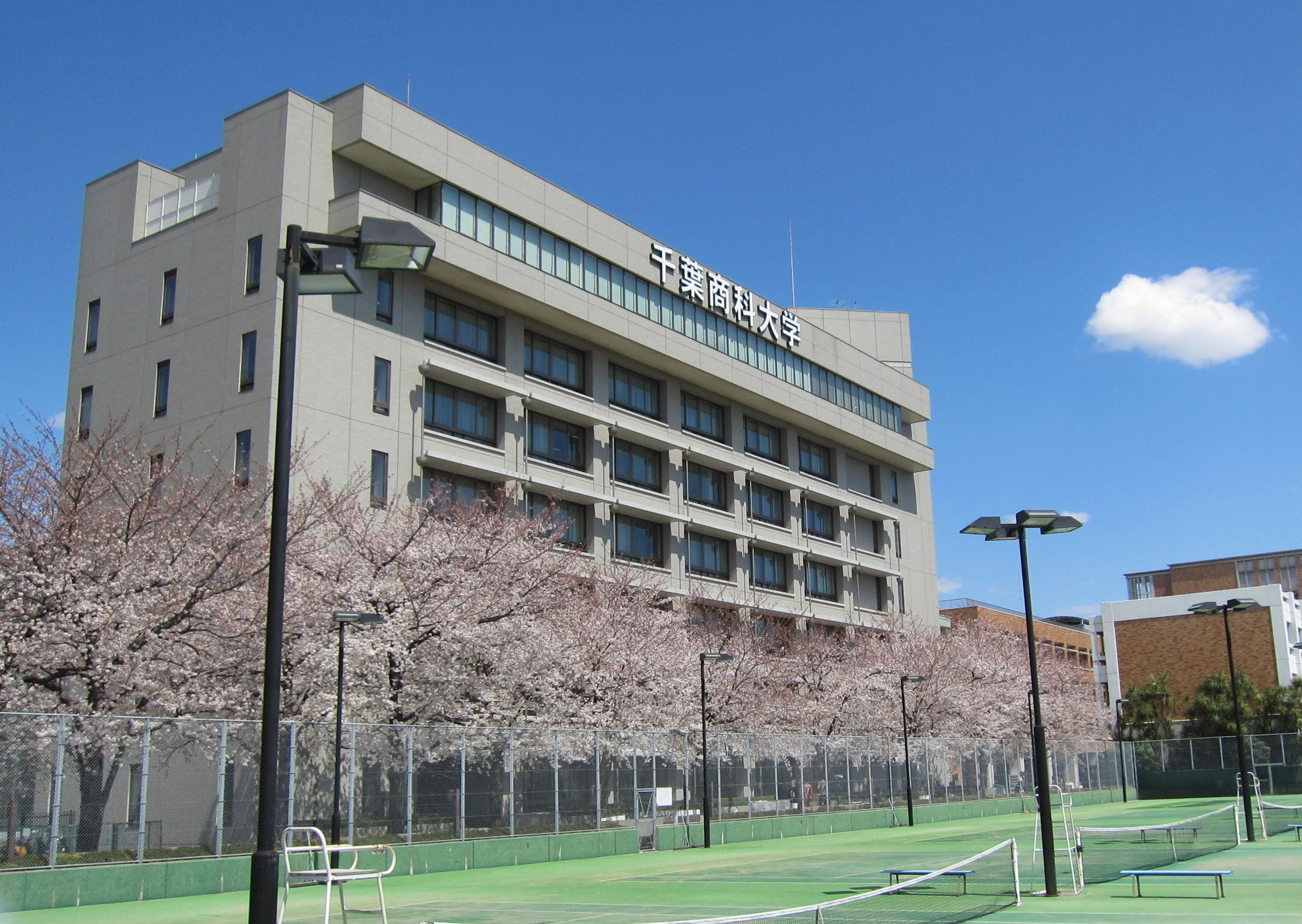
千葉商科大学学舎

- 東京科学大学（旧：東京医科歯科大学） 国府台キャンパス
- 筑波大学附属聴覚特別支援学校

公立
- 千葉県立国府台高等学校
- 市川市立第一中学校
- 市川市立国府台小学校

私立
- 千葉商科大学
- 学校法人和洋学園
  - 和洋女子大学
  - 和洋国府台女子中学校・高等学校

なお、国府台女子学院（小学部・中学部・高等部）は国府台ではなく「菅野」に所在する。

### 病院

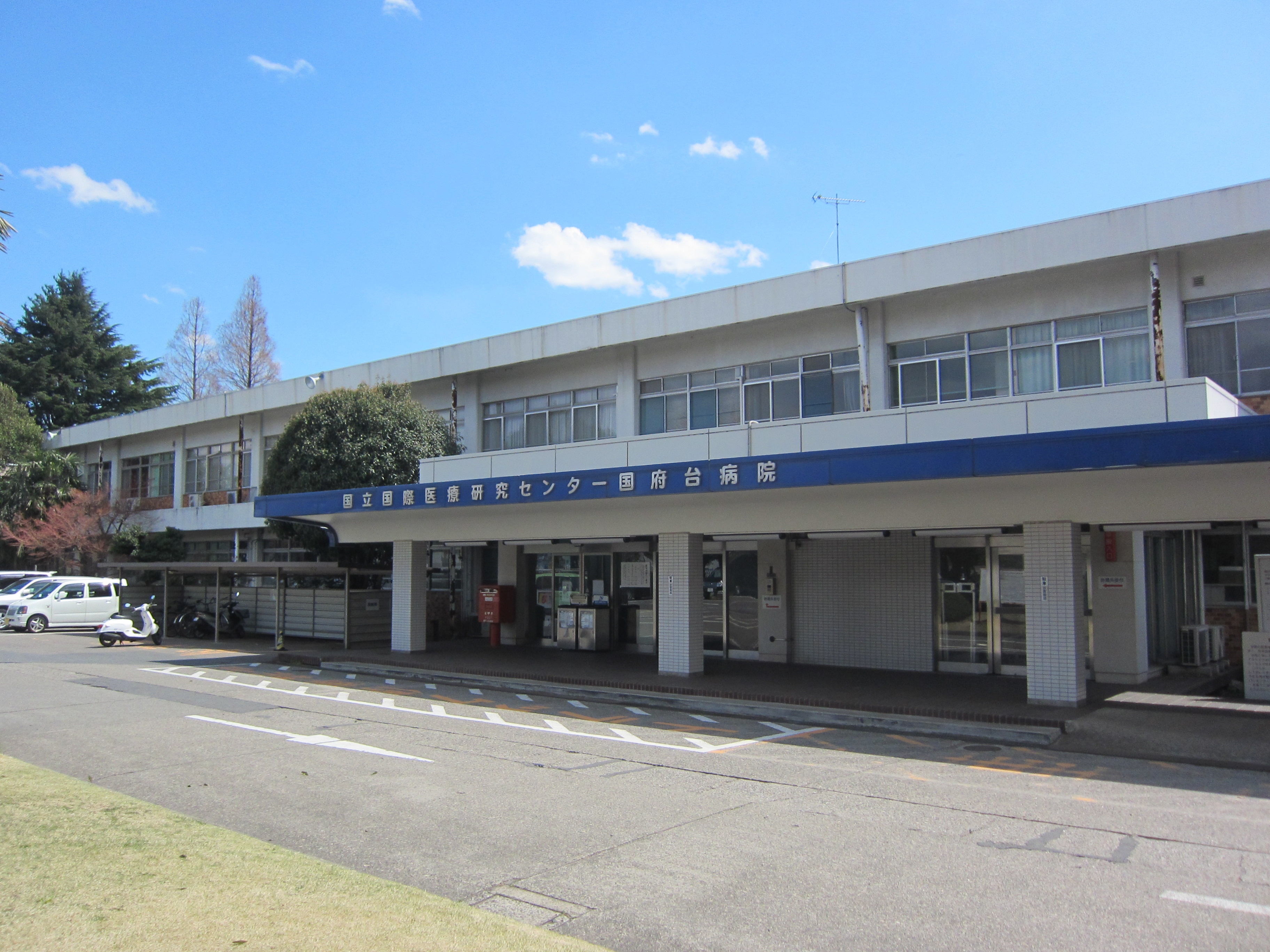
国立国府台医療センター

- 国立国府台医療センター（旧：国立国際医療研究センター国府台病院）
- 式場病院
- 国際医療福祉大学市川病院（旧：化学療法研究所附属病院（化研病院））

## 行事
悪霊や悪疫が村に進入することを防ぐため、毎年1月17日に、村の四隅に藁で作った大きな蛇を飾る「辻切り」という行事が残っている。この行事は室町時代から伝わるもので、4体の藁製の蛇が地区内の天満宮で作られる。辻切りは市川市指定無形民俗文化財になっている。

## 世帯数と人口
2017年（平成29年）9月30日現在の世帯数と人口は以下の通りである。
| 丁目         | 世帯数    | 人口    |
| ------------ | --------- | ------- |
| 国府台一丁目 | 373世帯   | 659人   |
| 国府台二丁目 | 137世帯   | 220人   |
| 国府台三丁目 | 487世帯   | 1,115人 |
| 国府台四丁目 | 447世帯   | 988人   |
| 国府台五丁目 | 767世帯   | 1,759人 |
| 国府台六丁目 | 400世帯   | 831人   |
| 計           | 2,611世帯 | 5,572人 |

## 小・中学校の学区
市立小・中学校に通う場合、学区は以下の通りとなる。
| 丁目         | 番地    | 小学校               | 中学校             |
| ------------ | ------- | -------------------- | ------------------ |
| 国府台一丁目 | 1～6番  | 市川市立真間小学校   | 市川市立第二中学校 |
| 国府台一丁目 | 7～13番 | 市川市立国府台小学校 | 市川市立第一中学校 |
| 国府台二丁目 | 1～7番  | 市川市立真間小学校   | 市川市立第一中学校 |
| 国府台二丁目 | 8～9番  | 市川市立国府台小学校 | 市川市立第一中学校 |
| 国府台三丁目 | 全域    | 市川市立国府台小学校 | 市川市立第一中学校 |
| 国府台四丁目 | 全域    | 市川市立国府台小学校 | 市川市立第一中学校 |
| 国府台五丁目 | 全域    | 市川市立国府台小学校 | 市川市立第一中学校 |
| 国府台六丁目 | 全域    | 市川市立国府台小学校 | 市川市立第一中学校 |

## 交通
隣接する市川三丁目に、京成電鉄本線国府台駅がある。駅名は当地｢国府台｣より採られた。

## 国府台を舞台とする作品
作家の井上ひさしが国府台に隣接する市川市北国分町に住んでいたため、その作品に国府台がしばしば登場する（小説「偽原始人」等）。また、作家の水上勉が隣接する松戸市下矢切に住んだことがあり、里見公園等の国府台地区が作品に描かれたことがある（「巣の絵」「蜘蛛飼い」「好色」）。   
また、里見公園の奥の樹林はテレビドラマや映画、カラオケの映像などの撮影に用いられることが多い。当地でロケが行われた作品には以下のようなものがある。   
- 月光仮面（KRテレビ〈後のTBS〉）
- 矢車剣之助（日本テレビ）
- 恐怖のミイラ（日本テレビ）
- 少年探偵団（フジテレビ）
- 失楽園（よみうりテレビ）

この他に使われた作品には次のようなものがある。
- 鉄道唱歌（第三集奥州・磐城編）

## 関連文献
- 斎藤幸雄「巻之七 揺光之部 國府薹」『江戸名所図会』 4巻、有朋堂書店、1927年、309-312頁。NDLJP:1174161/159。